# Dinastia di Schaumburg
I Schaumburg furono una famiglia nobile tedesca da cui discesero Cristiano I di Danimarca e Filippo I di Schaumburg-Lippe
Presero il nome da un castello in Prussia, costruito lungo il fiume Weser da Adolfo I di Schaumburg nella seconda metà dell'XI secolo. Acquisirono anche la contea di Holstein nel 1111 e successivamente ebbero dal re di Danimarca anche Schleswig.
Si estinse sia la linea primogenita che le collaterali. Una delle linee collaterali originò la dinastia di Schaumburg-Lippe tramite Filippo I.
I loro possedimenti più antichi erano localizzati nel Bückeburg e Stadthagen.

## Conti di Schaumburg - Holstein
- Adolfo I di Schaumburg
- Adolfo II di Schaumburg
- Adolfo III di Schaumburg
- Adolfo IV di Schaumburg
- Adolfo VIII di Schaumburg